# Tomáš Hrdlička (fotbalista)
Tomáš Hrdlička (* 17. února 1982 v Praze) je český fotbalový záložník, který naposledy[kdy?] hrál ve slovenském klubu Slovan Bratislava. Mistr Evropy hráčů do 21 let z roku 2002.
Jeho otcem byl bývalý fotbalista Václav Hrdlička, mladší bratr Michal Hrdlička je sportovním komentátorem.

## Klubová kariéra
V šesti letech začínal na Smíchově v TJ Naftové motory (dnes SK Čechie Smíchov) a od deseti let hrál za Slavii. V létě roku 2007 se nedomluvil na prodloužení smlouvy a jako volný hráč proto přestoupil do Mladé Boleslavi. Od 18. srpna 2009 byl na hostování v Bohemians Praha 1905, od zimy 2010 pak působil ve slovenském týmu ŠK Slovan Bratislava. Zde jej vedl také trenér Karel Jarolím, pod kterým hrával již ve Slavii. S "belasými" získal v ročníku 2010/11 ligový titul.

## Reprezentační kariéra
Tomáš Hrdlička působil v mládežnickém reprezentačním výběru České republiky do 17 let, za nějž odehrál v letech 1999–2000 celkem 10 zápasů a vstřelil 3 góly. V letech 2002–2003 působil v české reprezentační jedenadvacítce, odehrál za ni dohromady 12 zápasů a vsítil 1 branku.

### Mistrovství Evropy hráčů do 21 let 2002
Zúčastnil se Mistrovství Evropy hráčů do 21 let v roce 2002 ve Švýcarsku, kde česká reprezentační jedenadvacítka vyhrála svůj premiérový titul, když ve finále porazila Francii na pokutové kopy.
V prvním zápase základní skupiny B 16. května prohrála česká reprezentace s Francií 0:2, trenér Miroslav Beránek Hrdličku nenasadil. 19. května následoval zápas s Belgií konaný v Ženevě, Tomáš tentokrát odehrál kompletní střetnutí, které skončilo výsledkem 1:0 pro ČR. V posledním zápase skupiny proti Řecku nastoupil v základní sestavě a vydržel na hřišti až do konce, utkání dospělo k remíze 1:1.
V semifinále 25. května narazil český výběr na tým Itálie. V 9. minutě prodloužení vstřelil Pospíšil zlatý gól na 3:2 a zajistil svému týmu účast ve finále. Toto střetnutí Hrdlička neabsolvoval. Ve finále 28. května se ČR opět střetla s Francií. Tentokrát gól v řádné hrací době ani v prodloužení nepadl a musely rozhodnout pokutové kopy. Tomáš nenastoupil ani do tohoto zápasu, ale na konci mohl slavit se spoluhráči titul.

### Reprezentační zápasy a góly
Zápasy Tomáše Hrdličky v české reprezentaci do 21 let
| Rok    | Zápasy | Góly |
| ------ | ------ | ---- |
| 2002   | 6      | 1    |
| 2003   | 6      | 0    |
| Celkem | 12     | 1    |

Góly Tomáše Hrdličky v české reprezentaci do 21 let
| Gól | Datum       | Stadion           | Soupeř    | Skóre (min.) | Výsledek | Soutěž          |
| --- | ----------- | ----------------- | --------- | ------------ | -------- | --------------- |
| 010 | 17. 4. 2002 | Curych, Švýcarsko | Švýcarsko | 00:10 (39.)  | 0:3      | přátelský zápas |